# Благородническа матрикула
Благороднически матрикули (известни също като благороднически книги) са били официални указатели в Кралство Бавария, Кралство Саксония, Княжество Финландия, Херцогство Курландия и Семигалия, Австрийската империя, Руската империя, Кралство Швеция и Кралство Вюртемберг, водени от специални органи, в които се вписват всички благороднически родове в страната, за да бъдат признати за такива. Благородническите матрикули (регистри) имат за цел да предотвратят узурпирането на благородството от неблагородници.
Във Финландия и Кралство Швеция тези регистри са се съхранявали (и все още се съхраняват) от Рицарския дом на съответната страна, в Австро-Унгарската империя са се водили два отделни списъка – за австрийската част е бил отговорен Благородническият архив към Министерството на вътрешните работи във Виена, а за унгарската част е отговаряло Министерството по унгарските въпроси също във Виена. В Руската империя регистрите се наричали дворянски родословни книги и били водени от предводителите на дворянството, и се съхранявали в специална служба във всяка губерния, наречена Земство. В Кралство Прусия (където няколко опита за завеждане на такива регистри се провалят) за въпросите по благородничеството е отговорно Хералдическото ведомство.